# Майор и магия
«Майор и магия» — украинско-российский детективный телесериал 2017 года режиссёра Владимира Мельниченко. Производство кинокомпании «Film.UA».
Существует версия для трансляции в Украине и в России. В российской версии саундтреком проекта стала песня «Party for Everybody» удмуртской группы «Бурановские бабушки», тогда как в украинской версии саундтреком проекта стала песня «Та Ты Шо» группы «Танец на майдане Конго».
Премьера состоялась на каналах «ICTV» (Украина) и «Пятый канал» (Россия).
Телесериал также показан на каналах «СТБ», «ICTV», «Film.UA Drama» и «Bolt» с украинским многоголосым закадровым озвучанием.

## Сюжет
Майор госохраны Антон Амосов во время выяснения отношений с женой ставит на место обнаглевшего высокопоставленного чиновника. Его переводят из Москвы в родной город — провинциальный Рязанск (в украинской версии — из Киева в Ровенск). Бывший руководитель предлагает ему место обычного оперативника в местном райотделе.
В этом же отделе работал его брат, погибший при загадочных обстоятельствах.
Первая задача — арестовать аферистку-провидицу Елену Воробьяшкину. По дороге провидица спасает майора и его напарника от неизбежной аварии. Ввиду её способности Амосов просит Елену помочь выяснить обстоятельства смерти брата...

## Актёры
- Константин Самоуков — майор Антон Амосов;
- Мария Берсенева — Елена Воробьяшкина;
- Евгений Сахаров — лейтенант Иван Бычков;
- Константин Войтенко — Павел, брат Воробьяшкиной;
- Олег Примогенов — полковник Альберт Полозков;
- Виктория Билан — майор Ольга Куликова;
- Вячеслав Довженко — капитан Александр Черняев;
- Владимир Николаенко — эксперт-криминалист Лёня;
- Наталья Кудрявцева — бабка Воробьяшкиной;
- Виктор Сарайкин — Арсений Крупов, мэр города;
- Александр Катунин — Сталь Перунов, патологоанатом;
- Константин Корецкий — лейтенант, приятель Бычкова;
- Владимир Ямненко — криминальный авторитет;
- Лилия Нагорна — секретарша;
- Юрий Одинокий.

Второстепенные роли озвучивали: Ярослав Черненький, Евгений Пашин, Дмитрий Завадский, Борис Георгиевский, Андрей Мостренко, Владимир Терещук, Дмитрий Терещук, Елена Блинникова, Анна Соболева.

## Украинское многоголосое закадровое озвучивание
На украинском языке телесериал озвучен студией «Так Надо Продакшн» в 2018 году.
- Роли озвучивали: Дмитрий Терещук, Александр Шевчук, Вячеслав Скорик, Александр Сладкий, Людмила Чиншева, Виктория Левченко.

## Творческая группа
- Сценарий: Антон Лирник, Андрей Забияка, Олег Иваница, Никита Глущенко, Ольга Брылёва и другие;
- Режиссёр: Владимир Мельниченко;
- Оператор: Алексей Ламах;
- Композиторы: Владимир Крипак, Максим Величко.

## Различия версий
- В российской версии больше на одну серию (сюжет которой построен вокруг фальсификации российских банкнот).
- В российской версии серии короче на восемь минут, поэтому практически в каждой отсутствуют отдельные реплики и даже сцены по сравнению с украинской.
- На титрах в российской версии присутствует хохломская роспись.
- Эпизодический стекольщик в одной из серий показан в украинской версии стереотипным гуцулом, в российской — таким же стереотипным среднеазиатским гастарбайтером (играли разные актёры-типажи).
- Надписи на русском / украинском языке соответственно, нашивки на полицейской форме (в целом фантастической, не совпадающей ни с реальной украинской, ни с российской), в кадре вместо гривен украинской версии в российской появляются рубли и тому подобное. Все такие сцены снимались дважды, однако в российской версии (особенно на натурных сценах) можно заметить украинские надписи, номера машин, курсы валют и тому подобное.